# 富美子的告白
富美子的告白（フミコの告白），是一部在2009年由京都精華大學漫畫學系學生石田祐康的自主製作作品，首次公開在美國YouTube和日本niconico動畫影片分享網站。
影片內容充滿狂奔疾馳快感的評價，因此獲得日本第14屆日本新媒體動漫藝術節動畫部門優秀獎。

## 故事簡介
敘述一位叫富美子的女高中生，想跟她的同學剛志告白卻被甩了，而不由自主地狂奔…

## 配音員
- 富美子／：
- 剛志／：

## 製作人員
- 導演、作畫、背景、3DCG、剪輯、音響：石田祐康
- 背景、3D材質：岩瀨由布子、村上和浩
- 作畫：川野達朗
- 3D建模：永田勇作
- 音樂：德米特里·鮑里索維奇·卡巴列夫斯基『道化師（英语：The Comedians (Kabalevsky)）』第2部曲

## 得獎經歷
- 第22屆CG動畫比賽（日语：CGアニメコンテスト）入圍[2]
- 第14屆日本新媒體動漫藝術節動畫部門優秀獎[1]
- 2010年渥太華國際動畫節（英语：Ottawa International Animation Festival）特別獎[3]
- YouTube Video Awards Japan 2009[4]
- 第9屆東京動畫獎學生部門優秀獎[5]
- 富士電視台短篇動畫大賞佳作[6]